# Влахово Брези
Влахово Брези (чеш. Vlachovo Březí) град је у Чешкој Републици. Град се налази у управној јединици Јужночешки крај, у оквиру којег припада округу Прахатице.

## Становништво
Према подацима о броју становника из 2014. године град је имао 1.680 становника.